# Paola Bruna
Paola Bruna, ursprungligen Cerda Cortes, född 7 februari 1973 i Chile, är en svensk konstnär och sångerska.
Paola Bruna är av chilensk härkomst och uppväxt i Dalarna. Hon utbildade sig till konstnär vid Konstfack i Stockholm. Hon har bland annat sjungit i Moder Jords Massiva, agerat DJ och givit ut soloskivan Stockcity Girl (2002). Åren 2007–2011 var Bruna programledare på Sveriges Radio i kanalen Metropol.
Paola Bruna var tidigare gift med Klas Åhlund från Teddybears. År 2005 fick hon en son med pojkvännen Anders Göthberg som var medlem i Broder Daniel.

## Diskografi
- 2002 – Stockcity Girl (album)
- 2002 – Interstellar Love (singel)
- 2002 – Above the Candystore (singel)
- 2018 – Make It (singel)
- 2018 – Shut up (singel)
- 2019 – RUNAWAY (singel)
- 2019 – Dreamer (singel)